# オリバー・ペンローズ
オリバー・ペンローズ（Oliver Penrose FRS FRSE、1929年6月6日 - ）は、イギリスの理論物理学者である。

## 来歴
精神科医・遺伝学者のライオネル・ペンローズの長男であり、弟に数理物理学者のロジャー・ペンローズ、チェスのグランドマスターのジョナサン・ペンローズ、妹に遺伝学者のシャーリー・ホジソンがいる。
17年間オープン大学に所属し、1986年から1994年に引退するまでエディンバラのヘリオット・ワット大学の数学教授を務めた。ヘリオット・ワット大学の名誉教授の称号を持ち、引退後も活発な研究を行っている。専門分野は統計力学、金属の相転移、界面活性剤の物理化学などである。特に、非対角長距離秩序の概念で知られており、超流動体や超伝導体の現在の理解の中心となっている。他にも、時間の方向性の物理的基礎の理解や量子力学の解釈など、より抽象的なテーマにも取り組んでいる。